# Alma gitana
Alma gitana es una película dramática española estrenada en 1995, dirigida por Chus Gutiérrez y protagonizada por Pedro Alonso, Amara Carmona, Peret y Rafael Álvarez "El Brujo".
La película inauguró la XI edición del Festival de Cine de Mujeres de Madrid.
Por su papel en la película, Amara Carmona fue nominada al Goya en la categoría de mejor actriz revelación, galardón que recayó finalmente en Rosana Pastor por su papel en Tierra y libertad.

## Sinopsis
Antonio es un joven que se gana la vida como camarero y bailando esporádicamente para turistas en un tablao flamenco. Un día conoce a Lucía, una joven gitana que estudia restauración artística y que ayuda a su padre que regenta una tienda de antigüedades. Ambos se enamoran pero su historia de amor se ve condicionada por las tradiciones gitanas.

## Reparto
- Amara Carmona ... Lucía
- Pedro Alonso ... Antonio
- Peret	...	Juan Maya / Darío
- Rafael Álvarez 'El Brujo' ... José
- Loles León ... Carmencita
- Sandra Ballesteros ... Paula
- Saturnino García ... Luis
- Julieta Serrano ... Pilar
- Martxelo Rubio ... Edi
- Merche Esmeralda ... La Tana